# Top Rank Classic
Top Rank Classic — пригласительный снукерный турнир, проходивший в середине 1990-х годов в Таиланде.
Top Rank Classic не входил в календарь мэйн-тура. Проводился дважды, и оба раза в формате группового турнира. Стивен Хендри стал победителем обоих соревнований.

## Победители
| Сезон   | Победитель    | Финалист    | Приз победителю | Спонсор  |
| ------- | ------------- | ----------- | --------------- | -------- |
| 1994/95 | Стивен Хендри | Джимми Уайт | £ 20 000        | Top Rank |
| 1995/96 | Стивен Хендри | ?           | ?               | Top Rank |